# Сельское поселение «Село Красное»
Сельское поселение «Село Красное» — муниципальное образование в Хвастовичском районе Калужской области. Административный центр —   село Красное.

## Население
| 2010 | 2012 | 2013 | 2014 | 2015 | 2016 | 2017 |
| ---- | ---- | ---- | ---- | ---- | ---- | ---- |
| 607  | ↘587 | ↘578 | ↗598 | ↗626 | ↗644 | ↘641 |
| 2018 | 2019 | 2020 | 2021 |      |      |      |
| ↘632 | ↘629 | ↗676 | ↘653 |      |      |      |

## Состав сельского поселения
| № | Населённый пункт | Тип населённого пункта       | Население |
| - | ---------------- | ---------------------------- | --------- |
| 1 | Красное          | село, административный центр | ↘574      |
| 2 | Новосёлки        | деревня                      | ↘17       |
| 3 | Севастополь      | село                         | ↘16       |
| 4 | Фомин Верх       | село                         | ↘0        |